# 夕笛 (舟木一夫の曲)
「夕笛」（ゆうぶえ）は、1967年8月にリリースされた舟木一夫の48枚目のシングル。

## 解説
本作は、1967年に日活で公開された映画『夕笛』の主題歌として制作されたものである。
詩人の西條八十が作詞し、作曲と編曲を船村徹が担当している。本作を制作するにあたっては舟木一夫が西條八十に作詞を依頼したもので、完成当初の題名は『ふるさとの笛』であったものを、舟木が映画及び主題歌の題名としてはいまいち物足りないと考えて自ら『夕笛』という題名を命名、西條八十に題名変更の了解を取ったことを舟木自身が明らかにしている。
1968年時点での累計売上は90万枚。
舟木は第18回NHK紅白歌合戦に5度目の出場を果たした際に、白組トップバッターとして本作を歌唱した。
B面収録の『さんざしの花咲けば』は、安達明が歌唱してヒットさせた曲ではなく、舟木に書き下ろされた同名異曲の作品である。

## 収録曲
1. 夕笛（3分24秒）
作詞：西條八十／作曲・編曲：船村徹
2. さんざしの花咲けば（3分18秒）
作詞：丘灯至夫／作曲・編曲：戸塚三博